# Aerolínea de Antioquia
A Aerolínea de Antioquia (ADA) foi uma companhia aérea colombiana fundada em 1987 com voos privados e charter, em 2002 começou operar rotas das cidades intermediárias do país para conectar a cidade de Medellín desde o Aeroporto Olaya Herrera.
As principais concorrentes da companhia eram EasyFly e Satena.
Suspendeu suas operações em 29 de março de 2019 após 32 anos de operação.

## Frota

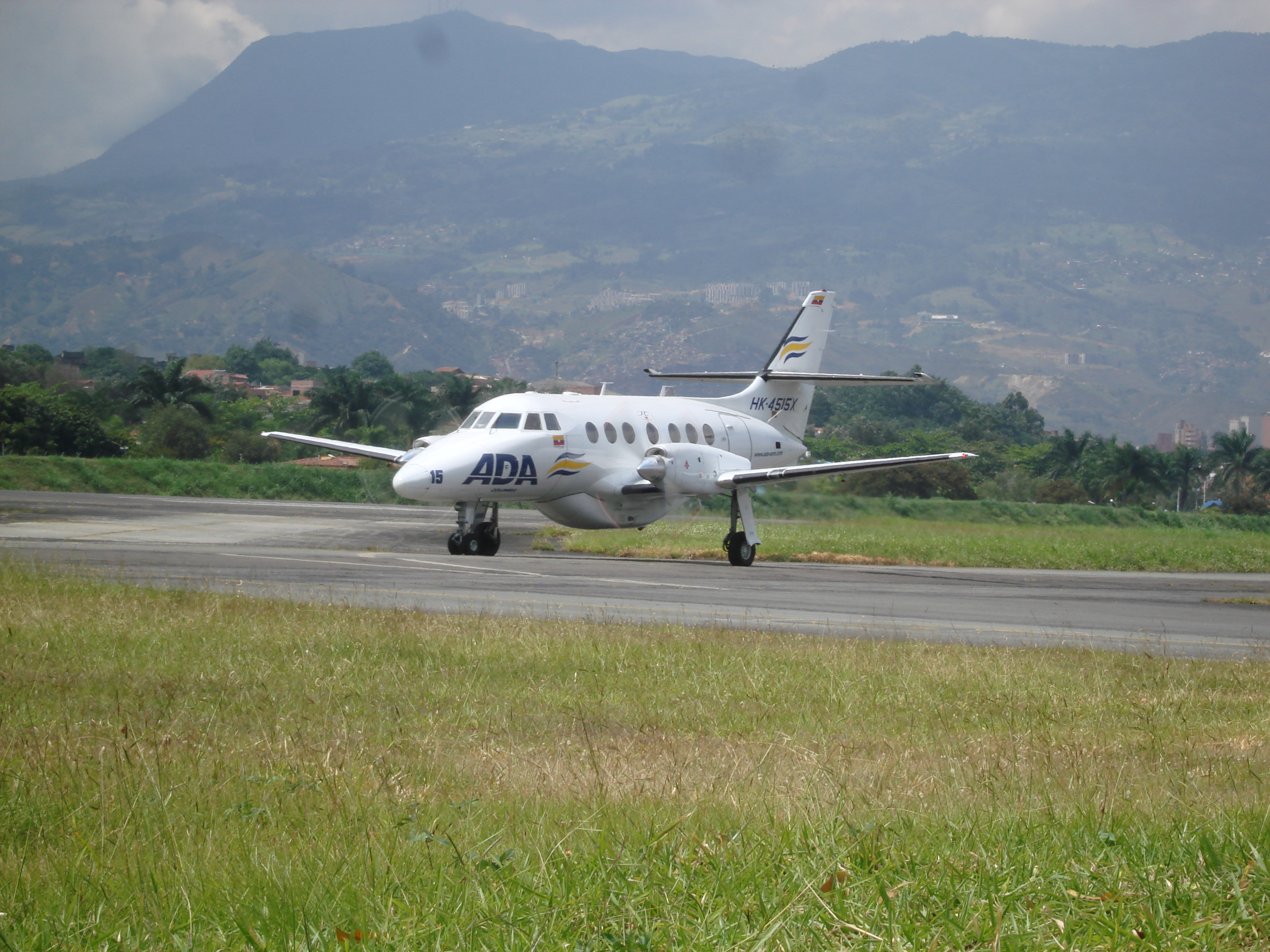
Jetstream 32 da Aerolínea de Antioquia.

| Modelo           | Na frota | Em breve | Passageiros |
| ---------------- | -------- | -------- | ----------- |
| BAe Jetstream 32 | 8        | 0        | 19          |
| Dornier 328      | 4        | 0        | 32          |
| Total            | 12       | 0        |             |